# Eden (Maryland)
Pour les articles homonymes, voir Eden.
Eden est une census-designated place située dans le comté de Somerset, dans l’État du Maryland, aux États-Unis. Lors du recensement de 2020, elle comptait 803 habitants.